# Kabardinska
Kabardinska, emellanåt även kallat östtjerkessiska och östcircassiska, är ett nordvästkaukasiskt språk som huvudsakligen talas i regionen Kabardinien-Balkarien, där ungefär 520 000 av de totalt 1 632 500 talarna bor. De flesta talarna utanför Kabardinien-Balkarien bor i Turkiet.
Språket finns i flera olika varianter, där de två största är kabardinska och beslenejska. Det har bara två fonetiska vokaler men omkring 46 konsonanter, varav omkring 23 är frikativor.
Kabardinskan är nära besläktad med adygeiska, också kallad västtjerkessiska. Även om de skiljer sig lexikalt, morfologiskt och syntaktiskt, är de ömsesidigt förståeliga. Språket har skrivits med flera olika skriftsystem. År 1825 gjordes en variant på det arabiska alfabetet, och 1829 kom en baserad på det kyrilliska alfabetet. Under 1800-talet kom även de första böckerna ut. Efter den ryska revolutionen användes både ett arabisk- och ett kyrilliskbaserat alfabet och 1923 infördes en skrift baserad på det latinska alfabetet, som dock ersattes av ett kyrilliskbaserat alfabet år 1936. De adygeiska och kabardinska skriftsystemen överensstämmer dåligt, vilket har försämrat den ömsesidiga förståelsen.